# Can Figa
Can Figa és un edifici civil amb elements de fortificació o defensa al municipi de Torrent (Baix Empordà) inclòs en l'Inventari del Patrimoni Arquitectònic de Catalunya. El mas de Can Figa és actualment més conegut amb el mom, d'origen més recent, de Can Joanals, essent l'altre popularment molt oblidat.
El veïnat de masies de Torrentí és a un km al nord del poble de Torrent. Aquest llogarret ja s'esmenta en una butlla del papa Benet VIII de l'any 1017 en la qual són confirmades les possessions de l'abadia de Sant Esteve de Banyoles, entre d'altre les que tenia "inlocum quem dicunt Torrentilio vel infra ejus termines, in locum quem dicunt Torrrente vel Infra ejus termines".
Masia amb teulada de doble vessant, de dues plantes, amb façana principal encarada a llevant centrada per un finestral rectangular decorat amb motlluratges a l'ampit i damunt la llinda; la porta és refeta modernament en haver estat arrencada l'antiga, de mig punt i gran dovellatge. Els extrems superiors d'aquesta façana -angles NE i SE de l'edifici hi havia segles garites defensives de les quals només es conserva sencera la del SE. És cilíndrica amb coberta cònica, feta amb terrissa excepte el gran basament de pedra acabat amb una mènsula que té un cap esculpit. De l'altra garita queden vestigis del cos cilíndric. A l'interior destaca al sala major, al pis, amb volta de llunetes; els baixos, originàriament destinats al bestiar i dependències, presenten voltes de pedra morterada.La construcció és de grans rebles desbastats travats amb morter; carreus angulars.
La porta adovellada, amb un emblema en relleu a la clau, fou venuda i es troba avui muntada en una de les edificacions d'estiueig de la gran finca dita "la Marineda", entre Calella de Palafrugell i LLafranc. El geògraf Joan Carandell, a l'obra citada escrita l'any 1936 i publicada el 1942, publica un dibuix -fet per ell mateix- amb l'epígraf "Torrentí s. XVII" en el qual s'hi representa la façana d'aquesta masia amb la portada adovellada al seu lloc i els dues garites conservades.